# St. Godehard (Hannover)

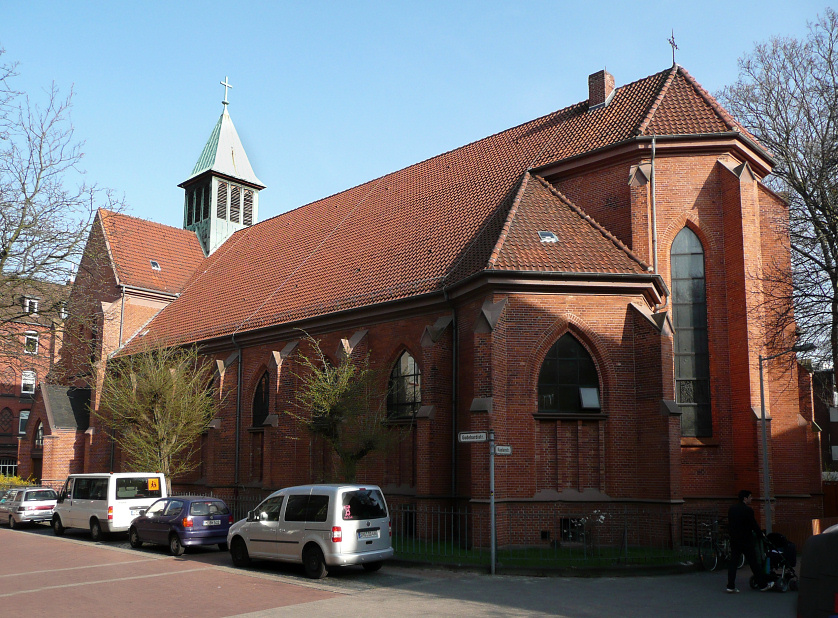
St. Godehard

St. Godehard ist eine katholische Pfarrkirche im hannoverschen Stadtteil Linden-Mitte (Posthornstraße 23). Sie wurde 1873–1874 nach Plänen des Architekten Christoph Hehl erbaut und am 4. Oktober 1874 durch Bischof Wilhelm Sommerwerck geweiht. Sie trägt den Namen des heiligen Godehard, der im 11. Jahrhundert Bischof von Hildesheim war. Ihre gleichnamige Pfarrgemeinde gehört zum Dekanat Hannover des Bistums Hildesheim.

## Geschichte

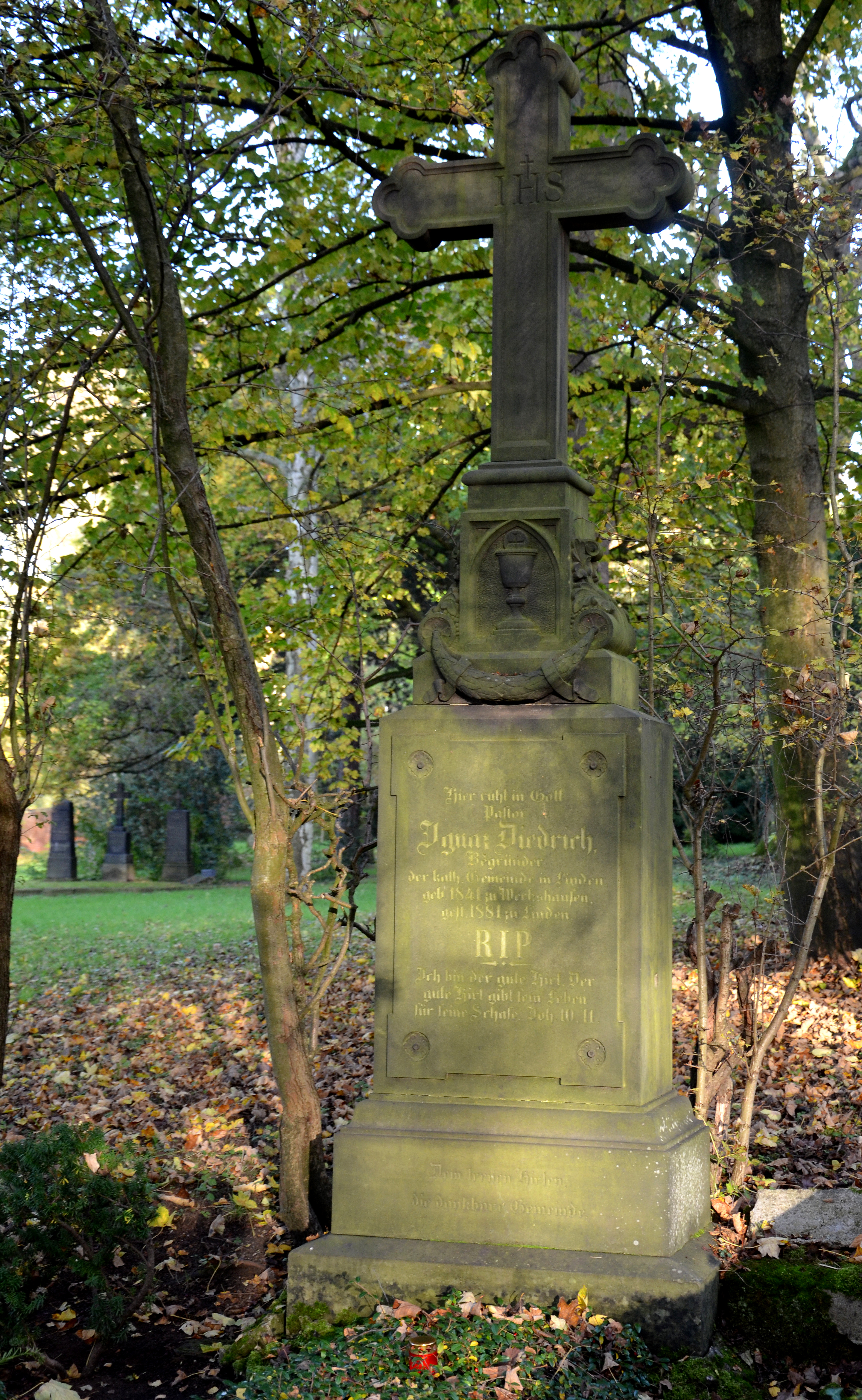
Grabmal von Pastor Ignaz Diedrich, dem „Begründer der kath. Gemeinde in Linden“, „dem treuen Hirten die dankbare Gemeinde“, auf dem Lindener Bergfriedhof

St. Godehard war nach der St. Clemens die zweite nachreformatorische katholische Kirche im Bereich der heutigen Stadt Hannover. Sie wurde durch die rasche industrielle Entwicklung der damals selbständigen Stadt Linden erforderlich. Bischof Sommerwerck hatte für den Bau Ländereien der aufgehobenen Pfarrei Söder verkauft. Die Pfarrei St. Godehard, deren Ostgrenze die Leine bildete, umfasste bei ihrer Errichtung 1891 4000 Katholiken sowie einen Missionsbezirk, der bis zum Deister reichte. Durch den Bau von St. Benno und später weiterer Kirchen verkleinerte sich das Gebiet, während die Bevölkerungszahl weiter stieg.
Bei dem schweren Luftangriff auf Hannover in der Nacht vom 8. auf den 9. Oktober 1943 wurde die Kirche von Brandbomben getroffen und brannte vollständig aus; beim letzten Luftangriff auf die Stadt am 28. März 1945 zerstörten Sprengbomben das Bauwerk völlig.
Ihre heutige Außengestalt erhielt die Kirche beim Wiederaufbau 1949/1950. Am 13. August 1950 erfolgte die Konsekration der wiederaufgebauten Kirche durch Weihbischof Johannes Bydolek. Damals hatte die Gemeinde durch katholische Vertriebene aus Ostdeutschland starken Zuwachs erhalten. 1968 und 1974 wurden Innenrenovierungen durchgeführt.
Infolge des Bevölkerungswandels im Stadtteil Linden seit den 1970er Jahren und des Reduktions- und Konzentrationsprozesses im Bistum Hildesheim ist St. Godehard seit dem 1. September 2010 wieder Pfarrkirche für ganz Linden (einschließlich St. Benno), Badenstedt (Christ König) und Ahlem (Maria Trost).

## Bau und Ausstattung
Die neugotische Backsteinkirche besteht aus einem dreischiffigen Langhaus mit polygonaler Apsis im Westen und einem Querhaus im Osten, das als Eingangsbereich und Taufkapelle dient. Über der Vierung steht ein quadratischer, kupferverkleideter Dachreiter mit dem Geläut.
Der Innenraum ist weiß gestrichen, nur die Säulenkapitelle sind gelblich akzentuiert. Der hohe und spitze Chorbogen trägt ein ebenfalls goldgelbes Bilderband. Die Ausstattung stammt größtenteils aus den 1950er Jahren. Der Hauptaltar wurde am 6. April 1968 durch Weihbischof Heinrich Pachowiak geweiht.

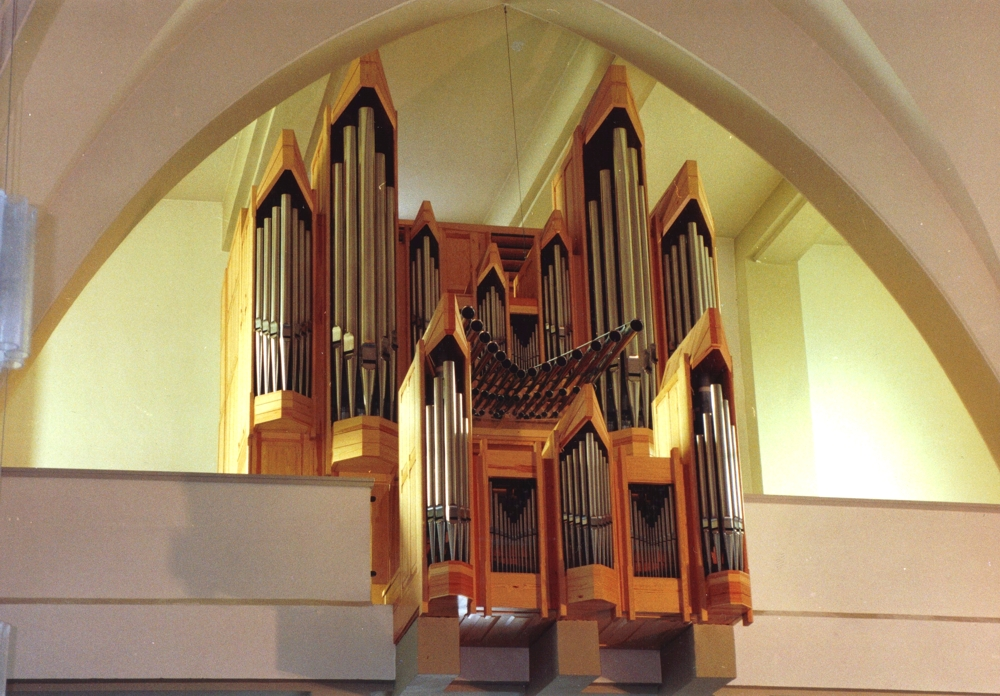
Orgel

## Orgel
Die Orgel von St. Godehard wurde 1987 von der Werkstatt Emil Hammer Orgelbau erbaut. In dem Instrument fand Pfeifenmaterial aus der Vorgängerorgel von 1954 Wiederverwendung. Das Instrument hat 38 Register auf drei Manualen und Pedal. Die Spieltrakturen sind mechanisch, die Registertrakturen elektrisch.
| I Rückpositiv C–g3 |             |       |
| 1.                 | Gedackt     | 8′    |
| 2.                 | Principal   | 4′    |
| 3.                 | Rohrflöte   | 4′    |
| 4.                 | Nasard      | 2 ⁄3′ |
| 5.                 | Oktave      | 2′    |
| 6.                 | Blockflöte  | 1′    |
| 7.                 | Scharff III | 1′    |
| 8.                 | Krummhorn   | 8′    |
|                    | Tremulant   |       |

| II Hauptwerk C–g3 |                  |       |
| 09.               | Pommer           | 16′   |
| 10.               | Principal        | 8′    |
| 11.               | Spitzflöte       | 8′    |
| 12.               | Oktave           | 4′    |
| 13.               | Gedacktflöte     | 4′    |
| 14.               | Flachflöte       | 2′    |
| 15.               | Mixtur IV–VI     | 1 ⁄3′ |
| 16.               | Trompete         | 8′    |
| 17.               | Span. Trompete 0 | 8′    |
|                   | (horizontal)     |       |

| III Schwellwerk C–g3 |                        |        |
| 18.                  | Rohrflöte              | 8′     |
| 19.                  | Dulzflöte              | 8′     |
| 20.                  | Vox celestis (ab c0) 0 | 8′     |
| 21.                  | Principal              | 4′     |
| 22.                  | Quinte                 | 2 ⁄3′  |
| 23.                  | Blockflöte             | 4′     |
| 24.                  | Waldflöte              | 2′     |
| 25.                  | Terzflöte              | 1 3⁄5′ |
| 26.                  | Mixtur IV              | 2′     |
| 27.                  | Dulzian                | 16′    |
| 28.                  | Hautbois               | 8′     |
|                      | Tremulant              |        |

| Pedal C–f1 |                 |          |
| 29.        | Prinzipal       | 16′ Anm. |
| 30.        | Subbass         | 16′      |
| 31.        | Principalbass 0 | 8′       |
| 32.        | Gedacktbass     | 8′       |
| 33.        | Koppelflöte     | 4′       |
| 34.        | Nachthorn       | 2′       |
| 35.        | Basszink III    | 5 1⁄3′   |
| 36.        | Mixtur IV       |          |
| 37.        | Posaune         | 16′      |

- Koppeln (elektrisch):
  - Normalkoppeln: I/II, III/I, III/II, I/P, II/P, III/P
  - Suboktavkoppeln:  Sub III/II und Sub III/III
- Spielhilfen: 64-fache Setzeranlage

Anmerkungen

## Godehardistift
Das Godehardistift, in der Nachbarschaft der St.-Godehard-Kirche gelegen, wurde 1977 als katholisches Altenzentrum erbaut. 2009 erfolgte aus wirtschaftlichen Gründen ein Wechsel der Trägerschaft vom katholischen Caritasverband Hannover zum evangelischen Johannesstift. In der Hauskapelle St. Vinzenz finden regelmäßig katholische und evangelische Gottesdienste statt.